# Artūrs Kļimovičs
Artūrs Kļimovičs (* 31. August 1991 in Riga) ist ein lettischer Fußballspieler.

## Karriere
Der 1,86 Meter große Mittelfeldspieler Klimovics absolvierte 2009 und 2010 insgesamt 40 Spiele für Olimps Riga, in denen er insgesamt vier Treffer erzielte. Auch 2011 stand er dort noch unter Vertrag und wechselte im März 2012 zu FK Jelgava. Wo er danach spielte, ist unbekannt.